# 서진시스템
주식회사 서진시스템은 ESS 사업 및 전기차/배터리 사업을 하는 대한민국의 기업이다.

## 역사
1996년 개인기업으로 설립되었으며 2007년 법인으로 전환하였고 2017년 코스닥 시장에 상장하였다.
2020년에 텍슨의 지분을 100% 취득하였고, 2023년에 SJ로지스틱스 및 서진안테나의 지분을 취득하였다.

## 사업
- ESS(에너지저장장치) 장비 제조
- 통신장비 부품 생산
- 휴대폰 부품(메탈케이스 등) 제조
- 자동차 부품 제조
- 전기차 배터리 케이스 제조